# غيني كلارك بومروي
غيني كلارك بومروي (بالإنجليزية: Genie Clark Pomeroy)‏ (27 أبريل 1867)؛ كاتِبة وشاعرة أمريكية.